# Mesquita d'Ortaköy

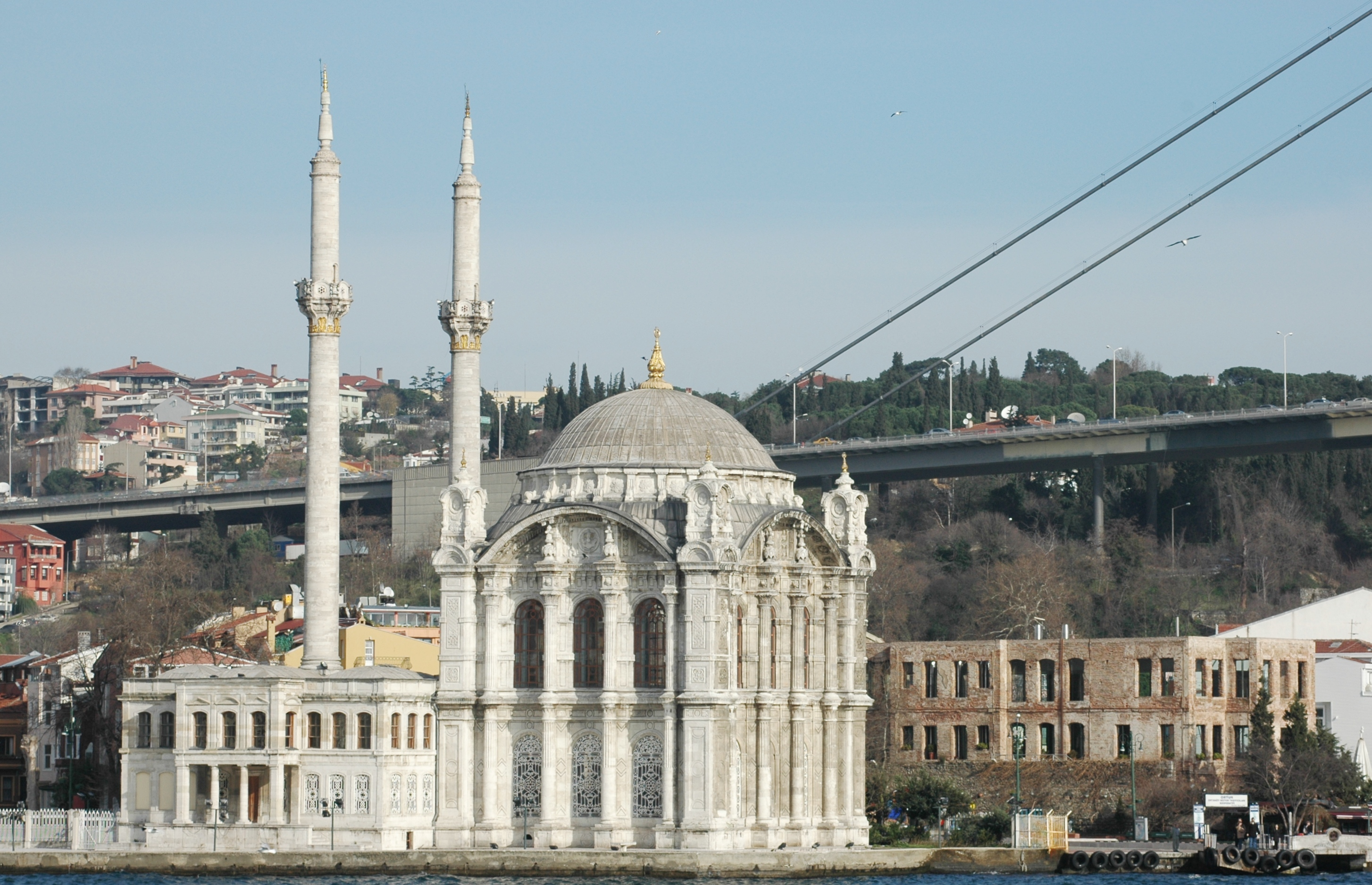
La mesquita vista des del Bòsfor

La mesquita d'Ortaköy o mesquita de Mecidiye (oficialment en turc Büyük Mecidiye Camii, Gran Mesquita Imperial del Soldà Abdülmecid), és situada a la riba dreta del Bòsfor, al port del barri d'Ortaköy, a Istanbul (Turquia).
La mesquita original fou construïda al segle xviii. L'actual era ordenada pel soldà Abdülmecid i fou construïda entre 1854 i 1856. Els seus arquitectes foren el pare i fill armenis Garabet Amira Balyan i Nigoğayos Balyan, que la dissenyaren en estil neobarroc.
Els reflexos canviants del Bòsfor brillen sobre les finestres àmplies i altes de la mesquita.